# Buondelmonti (Familie)

Wappen der Buondelmonti

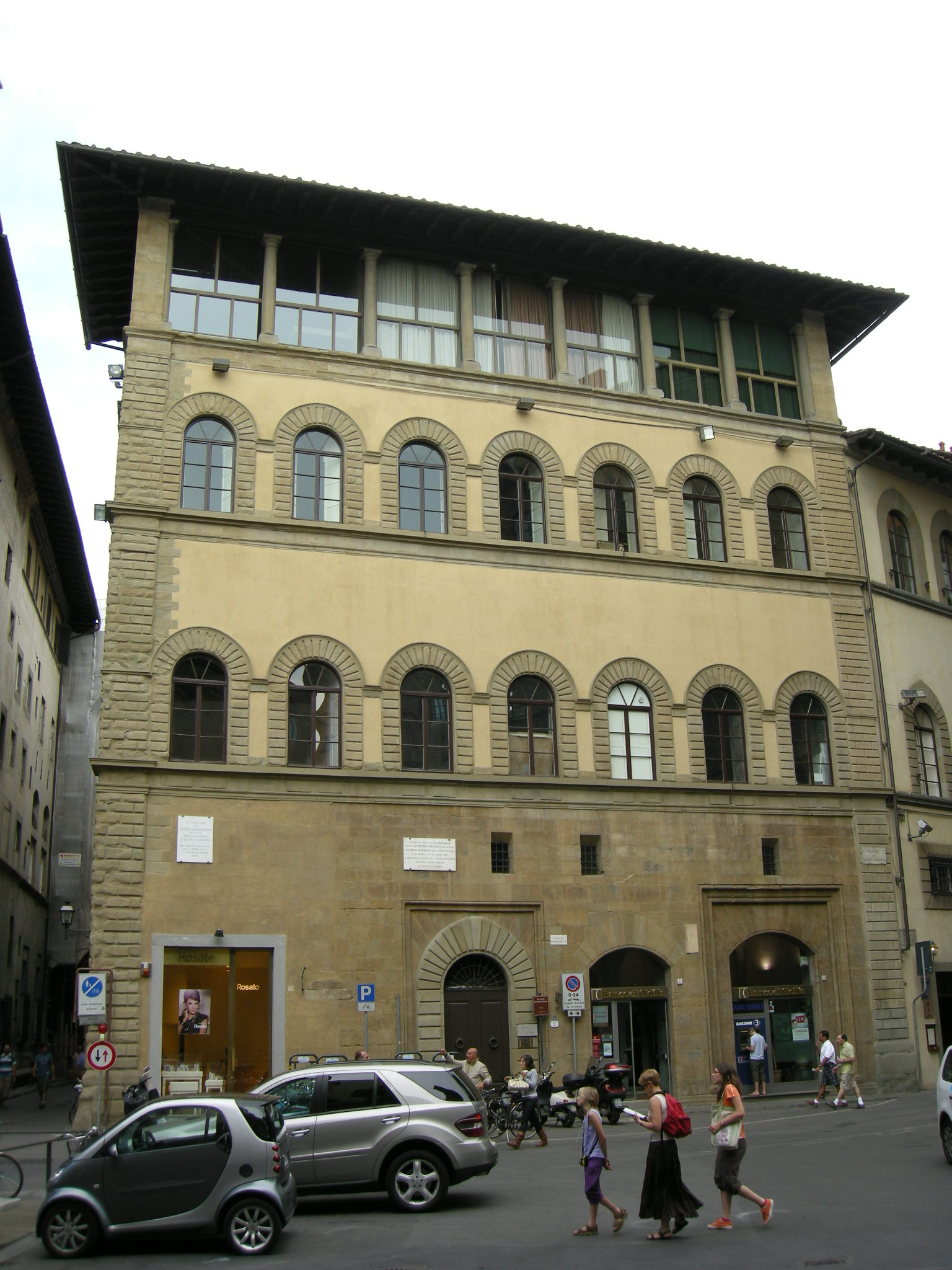
Palazzo Buondelmonti, Florenz

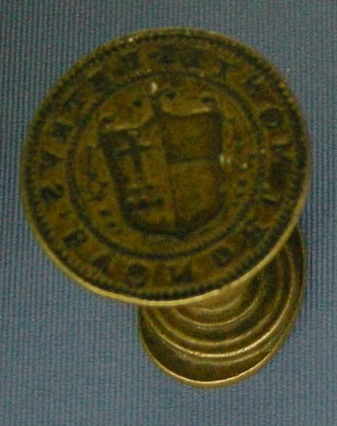
Siegel von Pietro und Giovanni Buondelmonti, Museo del Tesoro di Santa Maria dell'Impruneta, Impruneta

Die Buondelmonti waren eine florentinische Adelsfamilie, die durch ihren historischen Streit mit der Familie Amidei berühmt wurde, aus dem sich die langen Kämpfe zwischen Ghibellinen und Guelfen in Florenz ableiten lassen.

## Familiengeschichte
Die Ursprünge der Familie sind in Sichelmo (10. Jahrhundert) zu finden, deren Nachkommen die meisten Täler von Greve und Pesa beherrschten. Die Familie ließ sich um 1137 zusammen mit den Uguccione und Rosso in Florenz nieder, nachdem ihr Schloss Montebuoni zerstört worden war. Daraus ging eine Linie in der Stadt angesehener Führer und Politiker hervor.
Ein Vertreter der Buondelmonti, war der Hauptakteur der Zusammenstöße mit den Amidei von 1216, die laut florentinischen Chronisten der Ursprung des zivilen Konflikts zwischen Guelfen und Ghibellinen waren. Ein Buondelmonte sollte eigentlich eine Amidei heiraten, aber er tauchte nicht zur Hochzeit auf, da er fest entschlossen war, eine Donati zu heiraten. Das Vergehen wurde mit einem Hinterhalt in der Nähe der Ponte Vecchio, wo Buondelmonte starb, blutig ausgetragen. 1239 war eine Wiedergutmachungsehe einer Tochter von Rinieri Buondelmonti mit dem Ghibellinen Neri Piccolino degli Uberti von geringem Nutzen. Seitdem hat sich die Familie entschieden auf die Seite der Guelfen gestellt, eine politische Position, die nach der endgültigen Niederlage der ghibellinischen Seite die Grundlage für das weitere Schicksal war. Die ersten Häuser der Familie befanden sich in Borgo Santi Apostoli, wo der Turm der Buondelmonti noch heute steht. Zu dieser Zeit schlossen sie sich den Acciaiuoli an, deren Häuser sich in der Nähe befanden.
In den folgenden Jahrhunderten gehörten die Buondelmonti, auch wenn einige Zweige ausstarben, stets zu den prominentesten Familien in Florenz und erhielten sowohl von der Florentiner Republik als auch von den Medici Ämter und Anerkennung. Im 15. Jahrhundert war Jacopo ein in Konstantinopel erfolgreicher Kaufmann. Er war einer der seltenen Kaufleute in der Familie, während sie ihren Reichtum normalerweise aus Pachteinnahmen ihrer Ländereien bezog.
Der berühmte Anführer Philippo Scolari wurde als Filippo Buondelmonti degli Scolari geboren und wurde Kommandant der Armeen von Sigismund von Ungarn, wo er den Titel eines Grafen „Ispàn“ erhielt. Er wurde in einem berühmten Fresko von Andrea del Castagno dargestellt.
Niccolò Machiavelli widmete Zanobi Buondelmonti die Discorsi sopra la prima Deca di Tito Livio. Beide besuchten die Accademia neoplatonica degli Orti Oricellari und waren schließlich in die anti-Medici Verschwörung gegen Kardinal Giulio verwickelt. Buondelmonti konnte sich nur durch die Flucht nach Frankreich retten.
Der Frieden mit den Medici wurde von anderen Mitgliedern der Familie gefördert, wie z. B. von Leonardo, der ein sehr reicher Kaufmann war und von Clemens VII. bevorzugt wurde. Er erhielt Anfang des 16. Jahrhunderts die Erlaubnis einen großen Adelspalast für die Familie zu errichten, den Palazzo Buondelmonti, der noch heute auf der Piazza Santa Trinita steht. 1531 kehrte Alessandro de’ Medici nach Florenz zurück und Benedetto Buondelmonti wurde zu einem der zwölf Mitglieder des Consiglio dei Dodici gewählt. Der Consiglio musste innerhalb eines Monats eine neue Verfassung ausarbeiten. Die Institution der Signoria und der Gonfaloniere wurden abgeschafft und ein erblicher Herzog mit vier von ihm abhängigen Räten wurde eingesetzt.
Die Familie starb in männlicher Linie 1774 mit Francesco Caccolino, der zwei Söhne verlor, aus. Seine Tochter Luisa Giuseppa heiratete den Marquis Ubaldo Feroni und starb 1845. Die Erben von Luisa Giuseppa waren die drei Cousinen Marianna, Emilia und Eleonora Rinuccini.

## Orte und Gebäude
- Torre dei Buondelmonti
- Palazzo Buondelmonti
- Castello di Montefiridolfi
- Castello di Fabbrica
- Villa di Poggio Petroio
- Castello di Pergolato
- Castello di Bibbione

## Wappen
Das Familienwappen ist ein ursprünglich von Blau und Silber geteilter Schild. Später wurde es mehrmals modifiziert, bis es auf der einen Seite die alte Teilung und gegenüber auf silbernen Grund einen blauen Berg mit einem roten Kreuz auf dem Gipfel enthielt, der auf den Namen der Familie anspielte.